# 2968 Iliya
2968 Iliya eller 1978 QJ är en asteroid i huvudbältet som korsar Mars omloppsbana. Den upptäcktes 31 augusti 1978 av den rysk-sovjetiske astronomen Nikolaj Tjernych vid Krims astrofysiska observatorium på Krim. Den har fått sitt namn efter hjälten Ilja Muromets.
Asteroiden har en diameter på ungefär 4 kilometer.